# Cordylomera apicalis
Cordylomera apicalis là một loài bọ cánh cứng trong họ Cerambycidae.